# 第516輜重連隊 (フランス軍)
第516輜重連隊（だいごひゃくじゅうろくしちょうれんたい、516e Régiment du Train：516e RT）は、ムルト＝エ＝モゼル県トゥールに駐屯する、第1後方支援旅団隷下のフランス陸軍の後方支援連隊である。
兵種は輜重など、伝統的区分は輜重兵である。

## 沿革
- 1944年：第516輸送群としてアルジェリアにて編成される。
- 1947年：トンキンに移駐。
- 1955年：モロッコのちにアルジェリアに移駐。
- 1964年：Toul-Ecrouvesに移駐。
- 1975年：第516重輸送群に改編される。
- 1978年：第516輜重連隊に改編される。
- 1998年：第1後方支援旅団隷下として現在の体制となる。

## 最新の部隊編成
- 連隊本部
- 本部管理中隊
- 管理支援中隊
- 第1装甲機動支援中隊
- 第2装甲機動支援中隊
- 第3装甲機動支援中隊
- 道路運行中隊
- 予備武器中隊

## 任務
- 第1線部隊に対する補給支援
- 戦車・装甲車の車両輸送支援

### 定員
- 連隊は約900名からなる。
- 装輪装甲車9両、P4、120台、大小トラック120台、装甲車輸送車両70台、オートバイ80台を装備する。

## 主要装備
- GIAT BM92-G1
- FA-MAS
- AA-52
- 12.7mm重機関銃
- VAB
- P4
- TRM 2000
- TRM 4000
- TRM 10000
- GBC 180